# Пристрасть

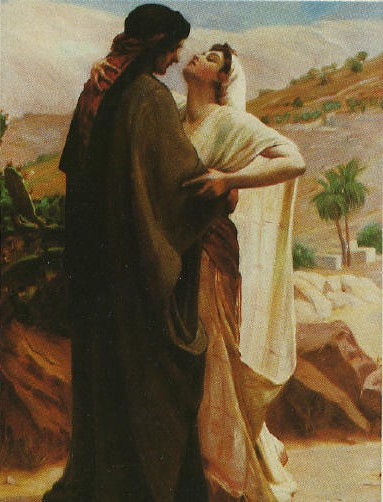
Фредерік Гудолл. «Пристрасне побачення»

При́страсть — це сильне, стійке, довготривале почуття, яке захоплює людину, володіє нею і виявляються в орієнтації всіх прагнень особистості в одному напрямі, в зосередженні їх на одній меті. Пристрасть — це суттєва сила людини, що енергійно прагне до свого предмета. Вона породжує неослабну енергію в прагненні до мети. Пристрасть виявляється в найрізноманітніших сферах людського життя та діяльності — в праці, навчанні, науці, спорті, мистецтві. Вона має вибірковий характер і виявляється не лише в емоційній, а й у пізнавальній, вольовій сферах, у наполегливості.
Пристрасті бувають позитивні та негативні. Навіть позитивна пристрасть, якщо вона заважає діяльності, навчанню, стає негативною. Коли учень, захоплюючись читанням або спортом, пропускає уроки, недосипає, то саме по собі читання книжок з позитивного перетворюється на негативне.
Позитивні пристрасті — захоплення працею, навчанням — є тією силою особистості, яка породжує велику енергію в діяльності, сприяє продуктивності праці. І. П. Павлов закликав молодь бути пристрасною в роботі та наукових шуканнях. «Пам'ятайте, — писав він, — що наука вимагає від людини великого напруження і великої пристрасті».

## Поняття пристрасті в християнстві
У християнстві в розумінні пристрасті вказується на інший її аспект: вона веде до несвободи особистості: «Ніщо не повинно володіти мною», говорить Апостол Павло. Християни розуміють це так, що енергійність у прагненні до добра пов'язана з терпеливістю, а пристрасть стосується спрямованості особистості на те, що є наслідком пошкодження людської природи внаслідок гріха. Пристрасть є певною залежністю чи неволею людини, від якої слід очищатися.
Від пристрасті як залежності від пошкодженості природи (і спрямованості до поглиблення цієї пошкодженості) слід відрізняти натхнення у праці, оскільки останнє може бути (а часто і є, особливо, якщо це Богонатхнення) спрямованим на добро, на очищення, на святість, на поєднання зі Святим Богом.
Пристрасть несе негативне значення, а безпристрасність (тобто відсутність спрямованості до гріха) є ознакою святості. Так, Святий Єфрем Сирин у творі Про чесноти та пристрасті виділяє такі душевні та тілесні пристрасті:
- Пристрасті душевні

Душевні пристрасті такі: забуття, лінивство й незнання.
Цими трьома пристрастями затьмарюється душевне око, і ум опановують інші пристрасті, а саме: безбожність, неправовір'я, тобто усілякі єресі, хула, дратівливість, гнів, досада, запеклість, людиноненависництво, злопам'ятність, наклеп, осуд, безпідставна туга, страх, боязкість, розбрат, ревнощі, заздрощі, марнославство, гордість, лицемірство, брехня, невір'я, нерозважливість, нерозбірливість, недалекоглядність, ненаситність, захланність, лінивство, вибагливість, пристрасність, прив'язаність до земного, нудьга, слабодухість, невдячність, нарікання, вихваляння, зарозумілість, гарячкуватість, чванливість, любов до влади, людиноугодництво, підступність, безсоромність, нечутливість, лестощі, скритність, глузливість, двоєдушність, готовість до гріха під впливом пристрасти, постійне мріяння про гріховне, розсіяність думок, самолюбство — мати усього злого, грошолюбство — корінь усіх пороків і пристрастей, зла вдача і лукавство. (з Настанов Св. Єфрема Сирина)
- Пристрасті тілесні

Тілесні пристрасті такі: черевоугодництво, ненаситність, розкіш, пияцтво, їдження крадькома, різноманітні сластолюбства, перелюб, розпуста, нечистота, кровозмішання, розтління дітей, скотолозтво, злі пожадання і всілякі протиприродні й ганебні пристрасті; крадіж, святотатство, розбійництво, вбивство через заздрощі або нерозумний гнів, всіляке тілесне заспокоєння, догоджання плотським похотям, передовсім коли тіло здорове, чарування, ворожба, чаклування, віщування, франтівство, легковажність, пестощі, пристрасть до вбирання, намащення обличчя, блуд, гра в кості, пристрасна відданість мирським утіхам, життя задля догоджання плоті, яке ослаблює розум, заземлює його і робить скотоподібним, ніяк не дозволяючи підвести очі до Бога і чеснот. Коренем і першопричиною усього злого є сластолюбство, любов до слави й грошей, з яких постає все лихе. (з Настанов Св. Єфрема Сирина)